# アニェザ・シャヒニ
アニェザ・シャヒニ（アルバニア語:Anjeza Shahini、1987年5月4日 - ）は、アルバニアの歌手。ユーロビジョン・ソング・コンテストに初のアルバニア代表として参加して「The Image Of You」（原題は「Imazhi Yt」）を歌った。

## ユーロビジョン2004
当時17祭のアニェザ・シャヒニは、ティラナで行われたアルバニア国営放送主催のコンテスト・フェスティヴァリ・イ・ケンゲスに参加し、緒戦で電話投票によって首位に選ばれた。アルバニアはこの年からユーロビジョン参加を決めており、トルコのイスタンブールで開かれるユーロビジョン・ソング・コンテスト2004のアルバニア代表はフェスティヴァリ・イ・ケンゲスによって決められることになっていた。シャヒニが歌った「Imazhi Yt」はシンセサイザー・ポップ・チューンの曲で、2回の予選を勝ち抜き、決勝に進出した。決勝では、前年度のユーロビジョン優勝者のセルタブ・エレネルがゲスト参加した。審査員投票と視聴者の電話投票によって、シャヒニの優勝が決められた。2003年12月20日、司会を務めたアディ・クラスタ（Adi Krasta）とレディナ・チェロ（Ledina Çelo）から、イスタンブールで開かれるユーロビジョン参加の切符を渡された。
曲は4分半の長さで、アルバニア語の歌詞であったが、歌詞は英語に翻訳されてタイトルを「The Image of You」とした。さらに、欧州放送連合が定めるユーロビジョン・ソング・コンテストの曲の長さの制限3分に収まるように編曲して一部をカットし、曲のテンポも速めた。
国内選考で彼女に負けた歌手たちをバックに起用し、アニェザ・シャヒニはユーロビジョン準決勝でこの曲を歌った。22エントリ中4位となり、シャヒニは決勝進出を決めた。決勝に進出した他の24エントリのアーティストとともに、シャヒニは決勝でこの曲を歌った。シャヒニは106ポイントを集め、ウクライナ、スウェーデン、ギリシャ、トルコ、キプロス、そして同じくデビュー国のセルビア・モンテネグロに続く7位と健闘した。

## 2005年 -
2005年、アニェザ・シャヒニは国際的なキャリアを始めるために、ウィーンに拠点を置くアーティスト・マネジメントと契約を交わした。この年の年末に再び、ユーロビジョンのアルバニア代表を選ぶフェスティヴァリ・イ・ケンゲスに参加することを明らかにした。
シャヒニは「Pse Ndal」でフェスティバルに参加して2つの予選を突破し、優勝の有力候補となった。決勝は2005年12月15日に開かれ、優勝したのはルイズ・エイリ（Luiz Ejlli）であった。シャヒニのような有力な優勝候補が勝利を逃したことについて、審査員による偏った投票があったとして、アルバニア国内で物議をかもした。
シャヒニはオーストリアで音楽の勉強を続けるためのブレイクをはさみ、2007年に再び表舞台に戻ってきた。アニェザ・シャヒニは、アルバニアの歴代の優れた音楽をリメイクするTVクラン（TV Klan）の番組「Këngët E Shekullit 2」のレギュラー歌手の一人となった。また、音楽祭ケンガ・マジケ2007に参加して「Nxënësja Më E Mirë」を歌い、4位に入賞した。